# Boina Kombo ben Salim
Boina Kombo ben Salim est sultan de Mayotte de 1752 à 1790.

## Biographie
Fils de Salim Ier, défenseur de l'indépendance de Mayotte face à son puissant voisin, le sultanat d'Anjouan, Boina Kombo ben Salim succède à son père à la mort de celui-ci, en 1752. Il est le dernier souverain de sa lignée.
En 1790, la couronne de Mayotte passe entre les mains de son gendre, Saleh ben Mohammed, qui prend le nom de Salim II.